# Z podniesionym czołem (film 1973)
Z podniesionym czołem (ang. Walking Tall, 1973) – amerykański film biograficzny. Doczekał się on remake’u pod tym samym tytułem, który w 2004 r. stał się przebojem kinowym. Film oparty jest na życiu zawodowego zapaśnika, który został prawnikiem w hrabstwie McNairy w stanie Tennessee.

## Fabuła
Buford Pusser zamieszkuje wraz z żoną i dziećmi w  rodzinnym McNairy County w stanie Tennessee, aby prowadzić interes oraz ustabilizować swoje życie. Od momentu ostatniej wizyty w mieście doszło do wielu zmian. Miejscowi policjanci ignorują problem działalności baru „Lucky Spot", który jest znany z niemoralnych rozrywek. Główny bohater próbuje rozwiązać problem na własną rękę. 

## Obsada[1]
- Joe Don Baker jako Buford Pusser
- Elizabeth Hartman jako Pauline Pusser
- Lurene Tuttle jako Helen Pusser
- Noah Beery, Jr. jako Carl Pusser
- Dawn Lyn jako Dwana Pusser
- Leif Garrett jako Mike Pusser
- Logan Ramsey jako John Witter